# Бестамський сільський округ
Беста́мський сільський округ (каз. Бестам ауылдық округі, рос. Бестамский сельский округ) — адміністративна одиниця у складі Шиєлійського району Кизилординської області Казахстану. Адміністративний центр та єдиний населений пункт — село Бестам.
Населення — 2007 осіб (2021; 1788 у 2009, 1573 у 1999, 1267 у 1989).
Станом на 1989 рік існувала Жуантобинська сільська рада (села Алгабас, Леніна). Пізніше село Бестам (колишнє Леніна) утворило окремий Бестамський сільський округ.